# タクマ食品
株式会社タクマ食品（タクマしょくひん、英: Takuma Foods Co., Ltd.）は、愛知県春日井市松河戸町に本社を置く製菓業者である。
同社の製造する「いかチョコ」（さきいかにチョコレートをコーティングした菓子）の珍しさがうけインターネットなどで話題となり、その後奇食や珍グルメとしてテレビや雑誌などでも紹介されるようになった。

## 沿革
- 1985年（昭和60年）3月8日 - 「株式会社タクマ食品」として設立。
- 2000年（平成12年）12月 -  ISO9001:1994認証を取得。
- 2003年（平成15年）11月 - ISO9001:2000認証を取得。
- 2009年（平成21年) 11月 - ISO9001:2008認証取得。
- 2011年（平成23年）1月 - ウォルト・ディズニー・ジャパンとライセンス契約。
- 2012年（平成24年）
  - 1月 - 青島大業食品有限公司を閉鎖。
  - 11月 - 円谷プロとライセンス契約。
- 2013年（平成25年）
  - 1月 - 松河戸第2工場完成。
  - 8月 - 松河戸本社工場増築.
    - 9月 - 勝川工場閉鎖。
- 2014 年（平成26年）
  - 5月 - 創業社長 宅間秀順会長就任。宅間文嵩社長就任。
  - 6月- 小学館とドラえもんライセンス契約。
- 2017年（平成29年）6月 - 松河戸物流倉庫完成.

## 主な製品
- 豆類（揚げ塩落花生、味わい一番など）
- 駄菓子（元祖するめジャーキー、おやつするめなど）
- 健康食品・ドライフルーツ（トロピカルフルーツ、和風シリアルなど）
- 海産物（おしゃぶりいか、おしゃぶりこんぶなど）
- その他（いかチョコ、プリン犬のプリンゼリーなど）

## 事業所
- 本社（愛知県春日井市）
- 勝川工場（愛知県春日井市）

## 関連会社
- 株式会社テーケーエム